# 曲沃代翼
曲沃代翼，是春秋時代早期一次晉國長達近70年的內戰。最終於前679年，晉國的公族曲沃武公攻入了晉都翼城（今山西省翼城），打敗了晉侯緡，取代原先晉國的君主，庶系篡奪嫡系（旁系小宗取代直系大宗），成為周代禮樂崩壞的初始指標事件。

## 歷程
前745年晋昭侯把 曲沃（今山西闻喜）城邑封给其叔成师，是为曲沃桓叔，當時晋国的都城为翼，但是曲沃比翼的人口和規模都大得多，也許是因此讓桓叔家族開始有了反心，認為能取而代之。晋国大夫师服在冊封当时，就指出臣下封邑比君王首府面積還大，不符禮制，可能是將來的隱患，未來百年的發展，果被他料中。
前739年晋国朝中內亂反叛，大臣潘父弑昭侯而迎纳曲沃桓叔，桓叔想趁机入翼城自立為君，但晉國國人起而反抗桓叔，軍力大敗而退回曲沃，國人立晋昭侯之子平为晋君，是为晋孝侯，并且诛杀了叛党潘父。然而之後兩城間的鬥爭檯面化，曲沃势力不断地向在翼城的大宗发起挑战，包括军事打击、政治瓦解、外交孤立，培植内部反对晋君的势力，蚕食晋侯的王权。
前731年曲沃桓叔死去，其子鲜（亦名鳝）继立是为曲沃庄伯，雙方陸續出現小規模戰鬥，前724年派刺客到翼城弑了孝侯，國人在荀国等诸侯的国际援助下反击，庄伯不敵只好再退回曲沃，國人推舉孝侯之弟鄂侯繼位晉君。前718年曲沃庄伯贿赂周桓王，要求朝廷不要介入，之後联合郑国、邢国一起攻擊翼城，晋鄂侯战败逃出，但后来曲沃庄伯可能未兌現某些條件，又背叛了周桓王，周桓王反过来支持鄂侯，秋天派公带兵從側翼讨伐曲沃，庄伯失敗後，再次退回曲沃，兩年後病故，曲沃武公繼位。前710年陉廷与曲沃聯手伐翼，曲沃武公大获全胜並於追擊中殺了晋哀侯，但國人擁立晋哀侯之子晋小子侯为君，武公名正言順居位的野心暫時未能實現，然而此戰後翼城周邊區域已經都是曲沃一派控制，晉君的權位和影響力已被掏空。

## 曲沃代翼之戰
前679年，曲沃武公出兵討伐晉侯緡，攻克晉國國都翼城，曲沃武公為了避免周天子干涉，把晉國的寶器盡獻給周釐王以賄賂。前678年，周釐王封曲沃武公為晉國國君，列為諸侯，是為晉武公。曲沃終於吞併了晉。

## 影響
曲沃以武力下剋上謀權奪位成功，還獲得周天子的冊封，形成了較惡質的範例，可說為之後春秋戰國的長久亂局產生長期影響。

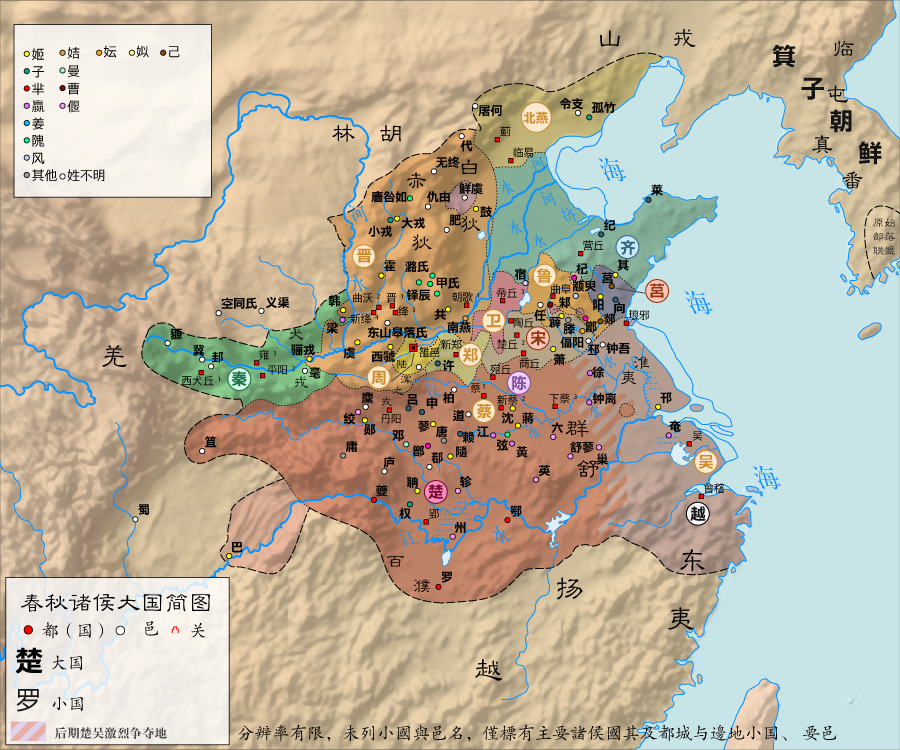
晉國日後成為中原霸主(橘色)

而晉國內部也並未平靜，許多世族也認為自己能效法重演，族間攻殺併吞時有所聞，之後晋献公也感到國內桓、庄兩族（曲沃桓叔、曲沃莊伯之後代）日漸壯大怕自己成為翼城的翻版，于是与大司空士蒍谋划，杀游氏全族形成震懾，後集桓庄兩族後代公子在聚城集中軟禁，不到一年後藉機發兵將多數公子們斬殺，残存者逃往虢国。之後晉國內再無有較大勢力公族，不任公族竟成为晋國所特有的政治制度。然而此種制度反而成為一種奇特優勢，國君較能施展，不受複雜宗室貴族人際關係左右，出兵用兵也不必顧慮他國是否有自己國內某貴族的姻親，從而內奸等情報戰情被己方高層外洩情事也較少，在晋武公及其子晋献公在位时期，晋国近乎疯狂的横扫太行山以西，领土面积急剧扩大，又连续吞并周边16国最終促成了日後晋文公主導會盟称霸中原，成為春秋五霸中較大的超級強權。但也由於沒有公族作為屏障，異姓大夫當權，也種下了六卿專政與三家分晉的遠因。
清华简《系年》记载了西周到战国早期的重大史事并多次涉及晋国，而且作者不用韩魏赵三家年号，依旧以“晋”统称之；《系年》作者的立场偏向于晋国，但《系年》却不提及曲沃代翼，刻意回避了这段被晋人讳莫如深的历史。

## 考古
羊舌大墓的發掘間接證實了史實，晉國原本嫡系一方的一個大型君王級墓葬在下葬後不到一年就被毀墓，可能是曲沃一派所為，墓中屍骨被攔腰斬成兩截拋於一旁，玉器寶石等器物被留下，但象徵地位的青銅器禮器被搬走，表示為一次仇恨行為的毀墓而不是盜墓。
绛县横水墓葬的族属被学术界大多数人认为是戎狄、鬼方或怀姓九宗，但有学者用充分证据论证了绛县横水墓葬实际上是曲沃代翼时期晋国曲沃小宗的墓地，与之对应的大河口墓地则是曲沃代翼时期被击败而杀害的晋侯公室墓地。该大学教授指出根本不存在所谓的“倗国”和“霸国”，此两地都属于晋国首都核心地带，不可能允许其他诸侯国存在，而这里正是曲沃代翼时期的重要历史遗存。大河口墓地M2002墓主肋骨有外伤，也与晋国翼城大宗被曲沃小宗所杀害相符。“倗”为“庄”的早期写法，绛县横水墓葬M2158墓（墓内6具殉人）的墓主倗伯即曲沃庄伯，他娶了周平王的姐姐，绛县横水M1墓的墓主毕姬正是曲沃庄伯与周王姊所生的女儿，金文中的“倗伯称”则为曲沃庄伯之子晋武公姬称。这说明春秋早期同姓不婚之制已经被破坏。由于周人是后进性民族，两周时期的周人会普遍吸收商人和东夷的腰坑殉狗、日名、族徽等习俗（尤其是在西周前期），墓向、葬式、腰坑殉狗、日名、族徽、青铜器形制等已经很难成为直接界定周人与殷遗民或其他族群之间的标准，而绛县横水墓葬中姬姓贵族的大量商文化因素并不奇怪。